# Gerardo I di Jülich
Gerardo di Jülich in francese: Gérard Ier de Juliers (seconda metà del X secolo – 1029 circa) fu conte nel territorio di Jülich, dal 1003 fino alla sua morte.

## Origine
Non si conoscono né i nomi né gli ascendenti dei suoi genitori.
Forse è discendente di Goffredo, che, secondo il documento nº 604 del Urkundenbuch für die Geschichte des Niederrheins, Volume 4, era stato riconosciuto conte nel territorio di Jülich (in pago Juliacense in comitatu Godefridi comitis)  dall'arcivescovo di Colonia, Wicfrido.

## Biografia
Di Gerardo I si hanno poche notizie.
Lo troviamo citato in tre documenti di donazioni dell'inizio dell'XI secolo dall'arcivescovo di Colonia, Sant'Eriberto (Heribertus dei ineffabili clementia coloniensium archiepiscopus):
- la n° IX del Academische Beiträge zur Jülch- und Bergischen Geschichte, Band III, datata 24 febbraio 1008, (non consultato), in cui Gerardo viene citato come Gerhardi Iuliensis[2]
- la nº 153 del Urkundenbuch für die Geschichte des Niederrheins, Volume 1, datata 3 maggio 1019, in cui Gerardo viene citato come Gerhardi Iuliensis[3]
- la nº 158 del Urkundenbuch für die Geschichte des Niederrheins, Volume 1, datata 1021, in cui Gerardo viene citato come Gerhardus comes[4].

Nel giugno 1029, Gerardo viene citato, per l'ultima volta in un documento: il diplomata nº 141 del re dei Franchi orientali e Imperatore del Sacro Romano Impero, Corrado II il Salico (Chuonradus divina favente clementia romanorum imperator augustus), fece una donazione nel territorio della contea (in pago Iulichgouui in comitatibus Gerhardi et Gisilberti).
Non si conosce l'anno esatto della morte di Gerardo I.

## Matrimonio e discendenza
Della moglie non si conoscono né il nome né gli ascendenti; e neppure si conoscono i suoi discendenti.
Nell'ultimo documento in cui Gerardo I viene citato, è associato nella contea del territorio di Jülich ad un certo Giselberto, probabilmente un suo congiunto, forse fratello o addirittura figlio.

### Fonti primarie
- (LA)  Urkundenbuch für die Geschichte des Niederrheins, Volume 4.
- (LA)  Urkundenbuch für die Geschichte des Niederrheins, Volume 1.
- (LA)  Monumenta Germaniae Historica, Diplomatum Regum et imperatorum Germaniae, Tomus IV, Conradi II. Diplomata.